# 黄斑燕尾海牛
黄斑燕尾海牛（学名：Chelidonura tsurugensis）为拟海牛科燕尾海牛属的动物。分布于日本以及中国大陆的海南等地，属于暖水性种类。其多见于潮间带石头下、海藻、珊瑚礁间。